# Enzio d’Antonio
Enzio d’Antonio (* 16. Mai 1925 in Lanciano; † 17. Dezember 2019 ebenda) war ein italienischer Geistlicher und römisch-katholischer Erzbischof von Lanciano-Ortona.

## Leben
Enzio d’Antonio studierte Philosophie und Theologie am Diözesanseminar und am Päpstlichen Regionalseminar „San Pio X“ von Chieti. Am 29. Juni 1949 empfing er die Priesterweihe.
Papst Paul VI. ernannte ihn am 9. Januar 1970 zum Erzbischof ad personam von Trivento und Koadjutorerzbischof von Boiano-Campobasso. Der Erzbischof von Bologna Antonio Kardinal Poma spendete ihm am 11. Mai desselben Jahres die Bischofsweihe; Mitkonsekratoren waren Enrico Bartoletti, Erzbischof von Lucca, und Leopoldo Teofili, Erzbischof von Lanciano und Ortona. Am 1977 trat er von seinem Amt als Bischof von Trivento zurück. Nach der Emeritierung Alberto Carincis am 31. Januar 1977 folgte er ihm als Erzbischof von Boiano-Campobasso nach.
Am 24. Juni 1979 trat er von seinem Amt als Erzbischof von Boiano-Campobasso zurück und wurde zum Titularerzbischof von Velebusdus ernannt. Am 13. Mai 1982 wurde er durch Papst Johannes Paul II. zum Erzbischof von Lanciano und Ortona ernannt. Am 25. November 2000 nahm Johannes Paul II. seinen altersbedingten Rücktritt an.